# Hanna von Hoerner
Hanna von Hoerner   (Görlitz, 14 de novembre de 1942 - Oftersheim, 4 de juliol de 2014) va ser una astrofísica alemanya. Va fundar l'empresa von Hoerner & Sulger, que produeix instruments científics, especialment analitzadors de pols utilitzats en missions espacials per la Agència Espacial Europea i la NASA.

## Biografia
Hanna von Hoerner va néixer a Görlitz el 1942. El seu pare va ser l'astrofísic Sebastian von Hoerner. Amb el seu suport, ella va construir un circuit elèctric a l'edat de tres anys, va reparar ràdios a l'edat de sis anys i va construir un oscil·loscopi a l'edat de catorze anys. A començaments de la dècada de 1960, després d'acabar el seu Abitur (avaluació estudiantina), es va mudar amb la seva família als Estats Units i va treballar com a assistent d'investigació a l'Observatori Nacional de Radioastronomia, on també treballava el seu pare.

## Carrera
Al 1965, va tornar a Alemanya per estudiar Física experimental en la Universitat d'Heidelberg.
Va rebre la seva llicenciatura el 1971 i el seu doctorat el 1974. Al 1971, va fundar l'empresa von Hoerner & Sulger, amb seu a Schwetzingen i productora de instruments científics per al seu ús en l'espai i la medicina. Es va fer famosa en la indústria espacial e 1979-1980 quan la seva empresa va ser encarregada per l'Institut Max Planck per a la Investigació del Sistema Solar per dissenyar un detector de pols còsmica per usar en les missions del programa Vega a Venus. La companyia més tard rebria encàrrecs de l'ESA i la NASA.
El seu projecte més gran va ser el disseny de COSIMA (Cometary Secondary Ion Mass Analyzer), un instrument a bord de la nau Rosetta que analitza la composició de les partícules de pols utilitzant l'espectrometria de masses d'ions secundaris. Von Hoerner & Sulger havia dissenyat prèviament CIDA (Cometary and Interstellar Dust Analyzer), un instrument d'anàlisi de pols a bord de la nau espacial de la NASA  Stardust, llançat el 1999.
Va rebre l'Orde del Mèrit de Baden-Württemberg el 2009 i el Orde del Mèrit de la República Federal d'Alemanya Primera Classe el 2013 per les seves contribucions a la ciència espacial a Alemanya.
Va morir a Oftersheim el 4 de juliol de 2014, a l'edat de 71 anys.